# Mark Weingarten
Mark Weingarten (auch Mark Deren, Marc Weingarten und Mark Deren Weingarten) ist ein amerikanischer Tontechniker, der seit dem Beginn seiner Karriere Ende der 1980er Jahre an über 100 Film- und Fernsehproduktionen beteiligt war. Er wurde 2009, 2011 und 2015 für den Oscar in der Kategorie Bester Tonschnitt nominiert, den er 2018 für Dunkirk und 2023 für Top Gun: Maverick gewann. Er ist zudem Träger eines Emmys für den Tonschnitt bei der Fernsehserie The West Wing – Im Zentrum der Macht. Neben seiner Arbeit als Tontechniker war Weingarten auch als Produzent einiger Fernsehserien tätig und arbeitete am Anfang seiner Karriere auch als Filmeditor und als Playback-Operator.

## Filmographie
- 1986: American Masters (als Editor)
- 1987: Tödliche Täuschung (Deadly Illusion)
- 1988: The Children’s Storefront (als Editor)
- 1988: Die Verteilung von Blei (Distribution of Lead)
- 1988: Mathnet (Fernsehserie)
- 1988: Rejuvenator – Gib dem Teufel nie die Hand (Rejuvenatrix)
- 1988: Haiti Dreams of Democracy (Dokumentarfilm)
- 1988: Shag – More Dancing (Shag, Playback-Operator)
- 1988–1990: Monsters (Fernsehserie)
- 1989: Einsamkeit und Mord (The Kill-Off)
- 1990: The Orchestra (Fernsehfilm)
- 1990: CBS Schoolbreak Special (Fernsehserie)
- 1991: Age Isn’t Everything
- 1991: Freddy’s Finale – Nightmare on Elm Street 6 (Freddy’s Dead: The Final Nightmare)
- 1992: The Ben Stiller Show (Fernsehserie)
- 1992: Love-Crash
- 1992: Under Cover of Darkness
- 1992: Claude
- 1993: Breaking Pan with Sol (Fernsehfilm)
- 1993: Killer im System (Ghost in the Machine)
- 1993: Meteor Man (The Meteor Man)
- 1993: Red Rock West (sound mixer – als Mark Deren)
- 1994: Aussichtslos (The Beans of Egypt, Maine)
- 1994: Fresh Kill
- 1994: Bleeding Hearts
- 1994: Kampf der Hyänen (Girls in Prison, Fernsehfilm)
- 1994: Die letzte Verführung (The Last Seduction)
- 1995: The Doom Generation
- 1995: Unter Anklage – Der Fall McMartin (Indictment: The McMartin Trial, Fernsehfilm)
- 1995: Georgia
- 1995: Die O.J. Simpson Story – Der Mordfall des Jahrhunderts (The O.J. Simpson Story, Fernsehfilm)
- 1995: Fall Time – Blutiger Herbst (Fall Time)
- 1996: Haus der stummen Schreie (If These Walls Could Talk, Fernsehfilm)
- 1996: Albino Alligator
- 1996: Die Adonis-Falle (Fernsehfilm)
- 1996: Last Exit Reno (Sydney / Hard Eight)
- 1996: Bud & Doyle: Total bio. Garantiert schädlich. (Bio-Dome)
- 1997: Alone (Fernsehfilm)
- 1997: Playing God
- 1997: Wie ich zum ersten Mal Selbstmord beging (The Last Time I Committed Suicide)
- 1998: Very Bad Things
- 1998: Rounders
- 1998: Fast Helden (Almost Heroes)
- 1998: Bongwater
- 1998: Palmetto – Dumme sterben nicht aus (Palmetto)
- 1999: D.O.A. (Fernsehfilm)
- 1999: Aus Liebe zum Spiel (For Love of the Game)
- 1999: The Lot (Fernsehserie)
- 1999: Go! Das Leben beginnt erst um 3.00 Uhr morgens (Go)
- 1999: Eine wie keine (She’s All That)
- 1999: Cookie’s Fortune – Aufruhr in Holly Springs (Cookie’s Fortune)
- 1999: Hollywood Stuntmakers (Fernsehserie, Produzent)
- 2000: The West Wing – Im Zentrum der Macht (The West Wing, Fernsehserie)
- 2000: Best in Show
- 2000: Boys, Girls and a Kiss
- 2000: Der Fall Mona (Drowning Mona)
- 2000–2001: Real Sex (Fernseh-Dokumentarserie)
- 2001: Joe Jedermann (Joe Somebody)
- 2001: K-PAX – Alles ist möglich (K-PAX)
- 2001: Ghost World
- 2001: The Orgasm Special: A Real Sex Xtra (Fernsehfilm)
- 2002: My Sister’s Keeper (Fernsehfilm)
- 2003: Bad Santa
- 2003: Welcome to the Jungle (The Rundown)
- 2003: Home (Kurzfilm)
- 2003: A Mighty Wind
- 2003: Voll verheiratet (Just Married)
- 2003: Home (Kurzfilm, Produzent)
- 2004: Friday Night Lights – Touchdown am Freitag (Friday Night Lights)
- 2004: Gauner unter sich (Criminal)
- 2005: Rule Number One (Kurzfilm)
- 2005: The Comeback (Fernsehserie)
- 2005: Köshpendiler (sound mixer)
- 2005: Three Burials – Die drei Begräbnisse des Melquiades Estrada (The Three Burials of Melquiades Estrada)
- 2005: Grey’s Anatomy (Fernsehserie)
- 2005: Miss Undercover 2 – Fabelhaft und bewaffnet (Miss Congeniality 2: Armed and Fabulous)
- 2006: Big Day (Fernsehserie)
- 2006: Santa Clause 3 – Eine frostige Bescherung (The Santa Clause 3: The Escape Clause)
- 2006: Es lebe Hollywood (For Your Consideration)
- 2006: Snakes on a Plane
- 2006: Art School Confidential
- 2007: Unverblümt – Nichts ist privat (Towelhead)
- 2008–2009: True Blood (Fernsehserie)
- 2008: Der seltsame Fall des Benjamin Button (The Curious Case of Benjamin Button)
- 2009: Wo die wilden Kerle wohnen (Where the Wild Things Are)
- 2009: Surrogates – Mein zweites Ich (Surrogates)
- 2009: Navy CIS: L.A. (NCIS: Los Angeles, Fernsehserie)
- 2009: The Goods – Schnelle Autos, schnelle Deals (The Goods: Live Hard, Sell Hard)
- 2009: The Bachelor (Fernsehserie, Produzent)
- 2009: Leave It to Lamas (Fernsehserie, Produzent)
- 2009: The Bachelorette (Fernsehserie, Produzent)
- 2010: All Signs of Death (Fernsehfilm)
- 2010: Sarah
- 2010: The Social Network
- 2010: Hung – Um Längen besser (Hung, Fernsehserie)
- 2010: I’m Here (Kurzfilm)
- 2011: Verblendung (The Girl with the Dragon Tattoo)
- 2011: Machine Gun Preacher
- 2011: Contagion
- 2011: The King of Luck (Dokumentarfilm)
- 2011: The Sunset Limited – Eine Frage des Glaubens (Fernsehfilm)
- 2012: Die Tribute von Panem – The Hunger Games (The Hunger Games)
- 2012: John Carter – Zwischen zwei Welten (John Carter)
- 2013–2014: The Fosters (Fernsehserie)
- 2013: Die Tribute von Panem – Catching Fire (The Hunger Games: Catching Fire)
- 2013: Her
- 2013: Family Tree (Fernsehserie)
- 2013: House of Cards (Fernsehserie)
- 2014: Interstellar
- 2015: Terminator: Genisys (Terminator Genisys)
- 2015: Cougar Town (Fernsehserie)
- 2015: Fast & Furious 7 (Furious 7)
- 2015: Terminator: Genisys
- 2016: War Dogs
- 2017: Dunkirk
- 2017: Der Dunkle Turm (The Dark Tower)
- 2018: Homecoming
- 2022: Top Gun: Maverick

## Auszeichnungen (Auswahl)
- 2001: Emmy für The West Wing – Im Zentrum der Macht (zusammen mit Gary D. Rogers und Dan Hiland)
- 2009: Oscar-Nominierung in der Kategorie Bester Tonschnitt für Der seltsame Fall des Benjamin Button (zusammen mit David Parker, Michael Semanick und Ren Klyce)
- 2011: Oscar-Nominierung in der Kategorie Bester Tonschnitt für The Social Network (zusammen mit Ren Klyce, David Parker und Michael Semanick)
- 2015: Oscar-Nominierung in der Kategorie Bester Tonschnitt für Interstellar (zusammen mit Gary A. Rizzo und Gregg Landaker)
- 2018: Oscar in der Kategorie Bester Ton für Dunkirk (zusammen mit Gary A. Rizzo und Gregg Landaker)
- 2023: Oscar-Auszeichnung in der Kategorie Bester Ton für Top Gun: Maverick (zusammen mit Chris Burdon, James H. Mather, Al Nelson und Mark Taylor)